# Kleinallmendingen
Kleinallmendingen ist ein Ortsteil der Gemeinde Allmendingen im Alb-Donau-Kreis in Baden-Württemberg. Das Dorf Kleinallmendingen liegt westlich der Bahnstrecke Ulm–Sigmaringen, Allmendingen direkt daran anschließend östlich davon.

## Geschichte
Kleinallmendingen wird im Jahr 1270 erstmals überliefert, als der Ort von den Herren von Steußlingen an Württemberg ging. Im 14./15. Jahrhundert war Kleinallmendingen ein Lehen der Harscher von Allmendingen und kam 1581 durch Heimfall wieder an Württemberg, das die Rechte 1751 an die von Freyberg verkaufte. 

## Sehenswürdigkeiten
- Kirche St. Laurentius (Epitaphe, Fresken)